# Enköpings SK
Enköpings Sportklubb Fotboll - jest szwedzkim klubem piłkarskim z siedzibą w Enköping. 

## Historia
Enköpings Sportklubb Fotboll został założony 5 marca 1914. Przez wiele klub występował w niższych klasach rozrywkowych. W 1997 klub występował w Division I (ówczesna druga liga), jednak po roku spadł z niej. Enköpings po rocznej przerwie powrócił do Division I w 1999. W 2002 klub zajął w Superettan (zastąpiła w division I) 2. miejsce i po raz pierwszy w historii awansował do Allsvenskan.
Pobyt w Allsvenskan trwał tylko sezon, gdyż Enköpings zajął ostatnie 14. miejsce i zostało zdegradowany. W następnym roku nastąpił kolejny spadek, tym razem do Division 1. Enköpings powrócił do Superettan na dwa sezony w latach 2007-2008. W 2009 klub spadł do Division I (IV liga), w której występuje do chwili obecnej.

## Sukcesy
- 1 sezon w Allsvenskan: 2003.

## Znani piłkarze w klubie
| - Jesper Blomqvist - Đorđe Pantić - Wiktar Sokał - Kenny Stamatopulos - Aivar Anniste - Kristen Viikmäe | - Afo Dodoo - Tomasz Stolpa - Radosław Becalik - McDonald Mariga - Jamal Mohammed - Andrew Oyombe |

## Sezony wAllsvenskan
| Sezon | Uzyskane Miejsce |
| ----- | ---------------- |
| 2003  | 14 (spadek)      |